# Cophixalus peninsularis
Cophixalus peninsularis är en groddjursart som beskrevs av Richard G. Zweifel 1985. Cophixalus peninsularis ingår i släktet Cophixalus och familjen Microhylidae. IUCN kategoriserar arten globalt som otillräckligt studerad. Inga underarter finns listade i Catalogue of Life.